# Sambo contre les hommes-léopards
Pour plus de détails, voir Fiche technique et Distribution.
Sambo contre les hommes-léopards (Tarzak contro gli uomini leopardi) est un film d'aventures italien sorti en 1964, réalisé par Carlo Veo sous le pseudonyme de Charlie Foster.

## Synopsis
Un homme-singe protège les membres d'un safari contre les hommes-léopards, les guerriers d'une tribu africaine.

## Fiche technique
- Titre français : Sambo contre les hommes-léopards[1] ou Tarzan contre les hommes-léopards[2]
- Titre original italien : Tarzak contro gli uomini leopardi
- Réalisation : Carlo Veo (sous le pseudo de Charlie Foster)[1]
- Scénario : Evo Dillinger[1]
- Musique : Aldo Piga[1]
- Production : Tiziano Longo pour Produzioni Century Film[1]
- Pays de production :  Italie
- Genre : aventures
- Durée : 80 min[1] ou 85 min[3]
- Dates de sortie :
  - Italie : 17 novembre 1964[2]
  - France : 2 juin 1965[1]
- Affiche : Constantin Belinsky (France)

## Distribution
Sauf indication contraire, les informations mentionnées dans cette section peuvent être confirmées par la base de données cinématographiques IMDb,  présente dans la section « Liens externes ».
- Ralph Hudson : Zoltak
- Nando Angelini
- Nuccia Cardinali : Kitty
- Jon Chevron : Kamur
- Willi Colombini
- Lisa Donzell : Kewa
- Dolores Francine (it) : Shata
- Rita Klein
- Mario Lanfranchi
- Gianni Medici
- Alcide Pasquini
- Archie Savage : Tamobu
- Alfred Thomas : chef de la tribu locale
- Harold Bradley : Lebar